# A Channel
A Channel (Aチャンネル, Ē Channeru) é uma série de mangá yonkoma escrita e ilustrada pelo bb Kuroda. Foi publicada pela primeira vez na revista Manga Time Kirara Carat, em dezembro de 2008, pela editora Houbunsha. Uma série de mangá com acontecimentos ocorridos antes do início da série principal, também feita pelo Kuroda, começou a ser serializada na Manga Time Kirara Carino a partir de janeiro de 2012. Uma adaptação para anime, feita pelo Studio Gokumi, foi ao ar no Japão entre 8 de abril de 2011 e 24 de junho de 2011. Um OVA, com o nome de A Channel +smile, foi lançado em 21 de março de 2012.

## Sinopse
A história descreve o dia-a-dia de quatro estudantes do ensino médio: Run, Toru, Yuko e Nagi.

## Personagens

### Personagens principais
Run Momoki (百木 るん, Momoki Run)
Voz de: Kaori Fukuhara
Uma estudante do segundo ano e amiga de infância de Tōru. Possuí como traços característicos sua insensatez, sua preguiça e sua sonolência. Gosta de comer e tem como toque de celular o som de "carne grelhada". Muitas vezes apresenta um comportamento alegre e aéreo ao mesmo tempo, fazendo com que suas amigas tenham que cuidar pra que não machuque a si mesma.
Tōru Ichii (一井 透 (トオル), Ichii Tōru)
Voz de: Aoi Yūki
Uma estudante do primeiro ano e amiga de infância de Run. Geralmente usa um suéter roxo com mangas compridas, e muitas vezes, por causa de sua baixa estatura e corpo esguio, tem dificuldade em encontrar roupas no seu tamanho. Tem cabelo curto com uma longa franja cobrindo sua testa. Tōru protege Run desde a escola primária, segurando um taco de beisebol e ameaçando qualquer um que se aproximasse dela. A princípio, não gostava de Yūko, demonstrando ciúmes dela. Tem um gato chamado "Tansan" (nome de uma bebida gasosa) e gosta muito de doces.
Yuuko Nishi (西 由宇子, Nishi Yuuko)
Voz de: Minako Kotobuki
Uma estudante do segundo ano e colega de classe de Run. Ela é muito medrosa, e muitas vezes se encontra a mercê da provocação de Toru, normalmente devido a ela ter inveja de seu corpo alto e bem dotado.
Nagisa "Nagi" Tennōji (天王寺 渚 (ナギ), Tennōji Nagisa)
Voz de: Yumi Uchiyama
Uma estudante do segundo, sendo também colega de classe de Run. Ela é frequentemente chamada por Run, Yuuko e Tōru pelo seu apelido, Nagi. Ela é muito inteligente e costuma fazer observações irônicas às suas amigas. Ela é, às vezes, consciente de seu peso e odeia temperaturas extremas. Ela parece completamente diferente quando deixa seu cabelo solto e tira seus óculos.

### Personagens secundários
Yutaka Imai (今井 豊 (ユタカ), Imai Yutaka)
Voz de: Ai Matayoshi
Uma estudante do primeiro ano e colega de classe de Tōru. A cor de seu cabelo é marrom. Ela é uma fã de Tōru e tenta constantemente ficar amiga dela, para desespero de Tōru.
Miho Noyama (野山 美歩 (ミホ), Noyama Miho)
Voz de: Momoko Saitō
Uma estudante do primeiro ano e colega de classe e amiga de Yutaka, que Yutaka chama de Mipo-rin, de maneira afetiva. Ela também é fã de Tōru, apesar de não chegar ao extremo como Yutaka, e tenta constantemente não permitir que Yutaka perturbe Tōru de maneira demasiada.
Sachiyo Satō (佐藤 幸世, Satō Sachiyo)
Voz de: Daisuke Ono
É o enfermeiro da escola. Ele aparenta ter uma queda por Run e possui uma paixão por sua testa.
Kimiko Kitō (鬼頭 紀美子, Kitō Kimiko)
Voz de: Minori Chihara
Professora de Tōru e obcecada com poesia. Ela frequentemente está muito motivada pela manhã, para o desgosto de seus alunos, e não se dá muito bem com Satō.
Taki Kamate (鎌手 多季, Kamate Taki)
Voz de: Miyuki Sawashiro
Professora de Run, Yuuko e Nagi. Ela é frequentemente vista dando aula de esportes.
Keiko (ケイ子)
Voz de: Yuka Iguchi
Irmã mais nova de Yuuko, que é muito dedicada á sua irmã. Yuuko a chama de Kei.
Mari (マリ)
Voz de: Marina Kawano
Colega de classe de Run, Nagi e Yuuko.

## Mídias

### Mangá
O mangá, feito por bb Kuroda, começou a ser serializado na Manga Time Kirara Carat a partir de 28 de outubro de 2008. Três tankōbons tinham sido lançados até 1 de março de 2013. Uma antologia com autores convidados foi lançada em 27 de junho de 2011. Uma série de mangá com histórias anteriores a principal, com o nome de A Channel ~days in junior high school~, começou a ser serializada na revista  Manga Time Kirara Carino a partir do dia 27 de janeiro de 2012.

### Anime
Uma adaptação para anime produzida pelo Studio Gokumi foi ao ar no Japão entre 8 de abril e 24 de junho de 2011. A série começou a ser lançada em Blu-ray e DVD a partir de 25 de maio de 2011, com cada volume contendo dois episódios de uma série de especiais com o nome de +A Channel. Um OVA, com o nome de A Channel + smile, foi lançado em 21 de março de 2012.